# Dialeurolonga lamtoensis
Dialeurolonga lamtoensis là một loài côn trùng cánh nửa trong họ Aleyrodidae, phân họ Aleyrodinae.
Dialeurolonga lamtoensis được Cohic miêu tả khoa học đầu tiên năm 1969.